# OMX Iceland 15
De OMX Iceland 15 is de nationale aandelenindex van IJsland.
De index is in 1988 van start gegaan met een startwaarde van 1000 punten en het bevat maximaal vijftien beursfondsen. Op 25 oktober 2008 bevat de index slechts elf aandelen, door de nationalisatie van Landsbanki and Glitnir. De index is na de implosie van de IJslandse financiële instellingen volkomen ingestort. Het hoogtepunt van 9000 punten werd medio 2007 bereikt; in oktober 2008 stond de index rond de 650 punten. Sinds juli 2009 is de index afgeschaft. Over een periode van tien jaar was de IJslandse beursindex de slechtst presterende ter wereld.

## Samenstelling

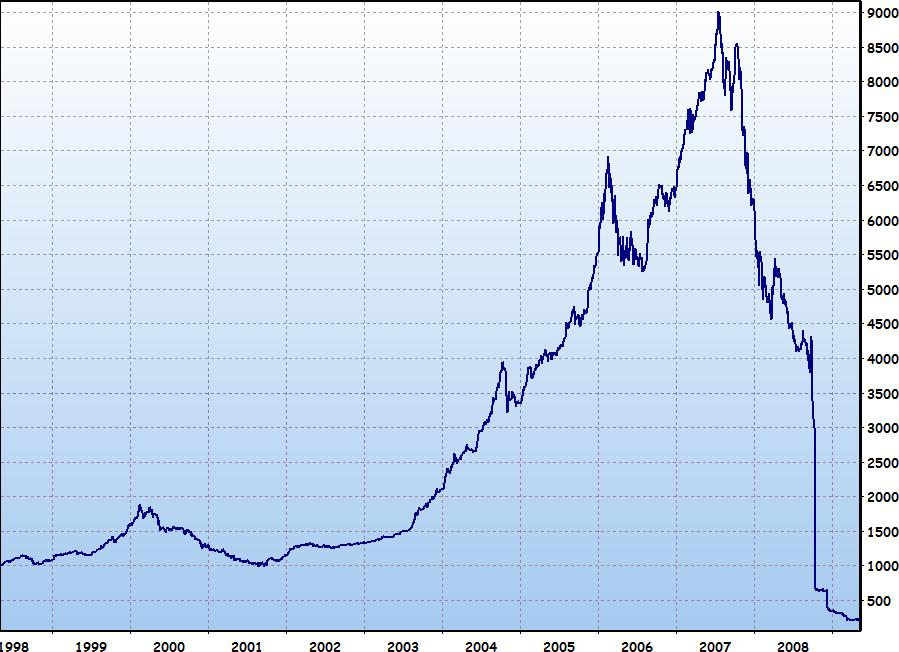
Ontwikkeling van de index van 15 januari 1998 tot 16 oktober 2008

- Alfesca
- Atorka Group
- Bakkavör
- Eimskipafélag Íslands
- Exista
- Icelandair
- Kaupthing Bank
- Marel Food Systems
- Össur
- OSSR
- SPRON
- Straumur-Burðarás

 AEX ·  ATX ·  BEL 20 ·  BET-20 ·  BIRS ·  BUX ·  CAC 40 ·  CROBEX ·  DAX ·  FTSE 100 ·  FTSE MIB ·  IBEX ·  Iceland 15 ·  ISEQ ·  LuxX ·  OMX Copenhagen 20 ·  OMX Helsinki 25 ·  OMX Stockholm 30 ·  OBX ·  PSI ·  PX Index ·  SAX ·  SMI ·  WIG 20